# 7342 Утінора
7342 Утінора (7342 Uchinoura) — астероїд головного поясу, відкритий 23 березня 1992 року.
Тіссеранів параметр щодо Юпітера — 3,319.
Названо на честь колишнього містечка Утінори (яп. うちのうら(内之浦) утіно:ра), що 2005 року увійшло до складу Кімоцукі (Каґосіма).